# Euploea rafflesina
Euploea rafflesina är en fjärilsart som beskrevs av Hans Fruhstorfer 1910. Euploea rafflesina ingår i släktet Euploea och familjen praktfjärilar. Inga underarter finns listade i Catalogue of Life.